# I Can Stand a Little Rain
I Can Stand a Little Rain es el cuarto álbum de estudio del músico británico Joe Cocker, publicado por la compañía discográfica A&M Records en agosto de 1974. El álbum incluyó el sencillo "You Are So Beautiful", que llegó al puesto cinco en la lista estadounidense Billboard Hot 100. I Can Stand a Little Rain llegó al puesto once en la lista estadounidense Billboard 200.

## Lista de canciones
1. "Put Out the Light" (Daniel Moore) – 4:11
2. "I Can Stand a Little Rain" (Jim Price) – 3:33
3. "I Get Mad" (Joe Cocker, Jim Price) – 3:38
4. "Sing Me a Song" (Henry McCullough) – 2:25
5. "The Moon Is a Harsh Mistress" (Jimmy Webb) – 3:31
6. "Don't Forget Me" (Harry Nilsson) – 3:19
7. "You Are So Beautiful" (Billy Preston, Bruce Fisher) – 2:41
8. "It's a Sin (When You Love Somebody)" (Jimmy Webb) – 3:49
9. "Performance" (Allen Toussaint) – 4:39
10. "Guilty" (Randy Newman) – 2:46

## Personal
| - Joe Cocker: voz - Randy Newman: piano - Greg Mathieson: piano - Chuck Rainey: bajo - Nicky Hopkins: piano - Clydie King: bajo y coros - Henry McCullough: guitarra - Jim Price: órgano, trombón y piano - Jimmy Webb: piano y arreglos - Stewart Blumberg: trompeta - Ollie E. Brown: batería - Merry Clayton: coros - Cornell Dupree: guitarra - Venetta Fields: coros - Jay Graydon: guitarra - Ralph Hammer: guitarra - Jim Horn: saxofón alto - Jim Karstein: batería | - Trevor Lawrence: saxofón tenor - Steve Madaio: trompeta - David McDaniels: bajo - Daniel Moore: coros - David Paich: piano - Ray Palmer: guitarra - Jeff Porcaro: batería - Ray Parker, Jr.: guitarra - Bernard "Pretty" Purdie: batería - Richard Tee: teclados - Mayo Tiana: trombón - Dave McDaniel: bajo - Peggy Sanduig: órgano - Sherlie Matthews: coros - Chris Stewart: bajo |

## Posición en listas
| País           | Lista         | Posición |
| -------------- | ------------- | -------- |
| Estados Unidos | Billboard 200 | 11       |

| Sencillo               | País           | Lista             | Posición |
| ---------------------- | -------------- | ----------------- | -------- |
| «You Are So Beautiful» | Estados Unidos | Billboard Hot 100 | 5        |